# Expansion du cercle moral
L'expansion du cercle moral est l'augmentation au fil du temps du nombre et du type d'entités bénéficiant d'une considération morale. L'idée générale d'inclusion morale a été discutée par les philosophes antiques, et a inspiré depuis le 19e siècle des mouvements sociaux liés aux droits de l'homme et aux droits des animaux.
En ce qui concerne les droits des animaux, le philosophe Peter Singer écrit sur le sujet depuis les années 1970, et depuis 2017, le groupe de réflexion Sentience Institute, qui fait partie du mouvement de l'altruisme efficace, s'y intéresse également. Il existe un débat sur la question de savoir si l'humanité dispose réellement d'un cercle moral en expansion, du fait que ce cercle moral n'est pas le même pour tous, et par rapport au décalage entre les attitudes morales des individus et leurs comportements. Des recherches sur le phénomène sont en cours.

## Histoire
Le cercle moral a été discuté dès le IIe siècle par le philosophe stoïcien Hiéroclès, qui a décrit dans Des actes appropriés les cercles sociaux concentriques d'un être humain, pour lesquels le devoir envers le cercle le plus intime était le plus fort. Le concept a été développé plus en détail par William Lecky dans son ouvrage de 1869 Histoire de la morale européenne d'Auguste à Charlemagne.

Edward Payson Evans, l'un des premiers défenseurs des droits des animaux, a publié en 1897 Éthique évolutionniste et psychologie animale. Il a soutenu que les humains doivent dépasser les conceptions anthropocentriques qui considèrent les humains comme fondamentalement différents et séparés de tous les autres êtres, et qui, par conséquent, n'imposent aucune obligation morale envers eux. Le philosophe utilitariste et défenseur des droits des animaux J. Howard Moore a défendu une philosophie sentientiste dans son livre de 1906 appelé The Universal Kinship, affirmant que les humains devraient se soucier de toute vie sentiente sur la base d'une parenté évolutive partagée :
L'être humain partiellement émancipé, qui étend ses sentiments moraux à tous les membres de sa propre espèce tout en refusant la justice et l'humanité à toutes les autres espèces, reproduit, à plus grande échelle, la même confusion éthique que le sauvage. La seule attitude cohérente, depuis que Darwin a établi l'unité de la vie (et celle que nous adopterons si nous devenons un jour véritablement civilisés), est celle de la bienveillance et de l'humanité universelles.
Le concept a été notamment développé par le philosophe utilitariste Peter Singer dans son livre de 1981 The Expanding Circle, qui porte le titre du concept d'expansion du cercle moral. Ce livre expose une théorie commune du cercle en expansion : les humains ont commencé par ne valoriser que ceux qui leur ressemblaient le plus, comme leur famille ou leur groupe social, avant d'étendre cette valorisation aux autres habitants de leur nation, puis à l'ensemble de l'humanité; ce même processus d'expansion se produisant maintenant en ce qui concerne les droits des animaux. Singer fait également référence au cercle en expansion dans certaines de ses autres œuvres. Singer a écrit dans son livre que « le seul point d'arrêt justifiable pour l'expansion de l'altruisme est le point où tous ceux dont le bien-être peut être affecté par nos actions sont inclus dans le cercle de l'altruisme. » L'expansion du cercle moral a également été abordée par certains auteurs ultérieurs, dont les définitions ne sont pas toujours exactement les mêmes que celles de Singer. Robert Wright répond à Singer avec une conception plus critique dans son livre de 1994 The Moral Animal :
L’explication la plus cynique de la raison pour laquelle tant de sages ont préconisé une boussole morale élargie est celle exposée au début de ce chapitre : une grande boussole accroît le pouvoir des sages qui font cette exhortation.
Le livre Subhuman de T. J. Kasperbauer, publié en 2018, définit l’expansion du cercle moral comme une augmentation du nombre d’entités reconnues comme patients moraux ainsi que de la diversité de ces entités. Kasperbauer ajoute également que ce degré de considération pour les choses nouvellement entrées dans le cercle moral doit être suffisamment grand pour être important.
Le mouvement l'altruisme efficace, notamment à travers le Sentience Institute, discute régulièrement de l’expansion du cercle moral dans le cadre de sa philosophie. Lancé en 2017, le Sentience Institute a été fondé en tant que dérivé de l'Effective Altruism Foundation, comme un « groupe de réflexion dédié à l'expansion du cercle moral de l'humanité ». Ils font également une distinction entre un cercle moral pour les attitudes et un autre pour les actions, ainsi qu'entre un cercle moral individuel et un autre à l'échelle sociétale. L'expansion du cercle moral en tant que concept en soi a été développée dans un article de 2021 de la revue Futures intitulé Moral Circle Expansion: A Promising Strategy to Impact the Far Future (« L'expansion du cercle moral : une stratégie prometteuse pour influencer le futur lointain »), coécrit par le cofondateur du Sentience Institute, Jacy Reese Anthis, et le philosophe Eze Paez.

## Extensions revendiquées
L'inclusion dans le cercle moral a évolué au cours de l'histoire humaine, différents groupes et entités y ayant été progressivement intégrés ou parfois exclus,:
- Les humains d’autres genres (féminisme, droits des femmes, opposition au patriarcat, droits des transgenres)
- Les humains d’autres nationalités (xénophobie)
- Les humains d’autres races et groupes ethniques (antiracisme)
- Les humains d’autres familles, tribus ou groupes sociaux
- Les animaux non humains, en particulier les mammifères (droits de la nature)
- Plantes (droits sur les plantes)
- Intelligence artificielle (les droits de l'IA et leur bien-être potentiel)
- Les gens du futur (longtermisme)
- Divinités
- Les gens du passé (c'est-à-dire les ancêtres)

Cette expansion actuelle du cercle moral pour inclure les animaux est qualifiée par Kasperbauer d'expansion d'un cercle de tous les humains à un cercle de tous les êtres sensibles. Sigal Samuel a également suggéré que les plantes, la nature et les robots pourraient commencer à entrer dans le cercle moral. Anthis et Paez qualifient le cercle de « gradient multidimensionnel » qui va du souhait de faire du mal à quelqu'un au fait de se soucier de quelqu'un encore plus que de soi-même.

## Contre-arguments
Kasperbauer et d’autres soulignent qu’il n’est pas vraiment clair que les conditions réelles des animaux utilisés pour l’alimentation ou la recherche scientifique s’améliorent, malgré les affirmations selon lesquelles ils entrent dans le cercle moral,. Une critique connexe est que la religion a donné à certains animaux un statut protégé qu'ils n'ont plus, ce qui a entraîné une contraction du cercle moral. D'autres groupes suggérés comme ayant quitté le cercle moral ou s'étant éloignés du centre sont les dieux, et les ancêtres, tandis que les nourrissons et les fœtus ont eu des positions morales différentes dans différentes sociétés.
L'idée d'un cercle moral a également été critiquée comme étant basée sur la morale occidentale, et ne reflétant donc pas la diversité des points de vue moraux que l'on trouve dans le reste du monde, y compris avec des concepts tels que l'ahimsa qui accordent une plus grande valeur aux animaux que celle que l'on trouve dans la culture occidentale,.

## Causes de l'expansion
La question de savoir ce qui provoque l’expansion du cercle moral est un sujet de débat actif parmi les partisans de l’idée,. L'inclusion des animaux dans le cercle moral a été attribuée à divers traits que possèdent certains animaux, comme le fait d'être mignons ou intelligents ou d'avoir des relations avec les humains. Peter Singer a néanmoins souligné l’importance de la rationalité chez les humains comme moyen d’élargir le cercle moral. Une autre théorie est que l’expansion du cercle moral est liée à l’ascension de la hiérarchie des besoins de Maslow et donc à la capacité de se concentrer davantage sur les autres une fois que les besoins personnels ont été satisfaits. La relation entre les lois et ce que les gens considèrent comme faisant partie de leur cercle moral est également un sujet de recherche.

## En psychologie
Le concept de cercle moral et son expansion, y compris les causes de son expansion, ont fait l’objet de travaux de psychologie morale. Les psychologues ont découvert des biais importants dans la façon dont les gens pensent à leur cercle moral en fonction de la façon dont la question est formulée. Les gens ont aussi tendance à accorder plus de considération morale aux animaux considérés comme à haute sentience au'aux autres animaux, ainsi que plus de considération morale aux animaux qu'aux plantes, et plus de considération morale aux plantes qu'aux « méchants » tels que les meurtriers. L'échelle d'expansion morale, développée par Charlie R. Crimston, est une mesure psychologique de l'altruisme qui s'est développée à partir d'une réflexion sur l'expansion du cercle moral,.